# Dracula (film 1979)
Dracula – horror z 1979 roku, będący adatacją powieści „Drakula” Brama Stokera oraz sztuki teatralnej Hamiltona Deane’a i Johna Balderstone’a. Film był nominowany do nagrody Saturn w kilku kategoriach.

## Treść
Akcja filmu, w odróżnieniu od innych ekranizacji powieści Brama Stokera toczy się wyłącznie w angielskim hrabstwie Whitby. U wybrzeży tego hrabstwa rozbija się statek. Jedynym ocalałym jest tajemniczy hrabia Dracula, który przybył tu w interesach z Transylwanii. Zaprzyjaźnia się z doktorem Sewardem oraz jego rodziną. Wkrótce jednak znajoma doktora – Mina umiera nieoczekiwanie z upływu krwi. To dopiero początek tajemniczych zgonów...

## Obsada
- Frank Langella –  Dracula
- Sylvester McCoy – Walter
- Teddy Turner – Swales
- Janine Duvitski – Annie
- Jan Francis – Mina Van Helsing
- Donald Pleasence – Dr. Jack Seward
- Laurence Olivier – Prof. Abraham Van Helsing
- Joe Belcher – Tony Hindley
- Tony Haygarth – Milo Renfield
- Trevor Eve – Jonathan Harker
- Kate Nelligan – Lucy Seward